# Ermes Pio-Clementino
L'Ermes Pio-Clementino (o Hermes Belvedere) è una statua raffigurante il dio greco Ermes conservata al Museo Pio-Clementino, il complesso più grande dei Musei Vaticani, di cui rappresenta il numero d'inventario 907.
In passato fu a lungo conosciuto come Antinoo del Belvedere, a causa della sua prima identificazione con Antinoo, il ragazzo amato dall'imperatore Adriano, e per la sua ubicazione nel Cortile del Belvedere.

## Identificazione
Il suo volto non è infatti quello idealizzato del giovane amante di Adriano; il mantello gettato sulla spalla sinistra e avvolto attorno al braccio, conosciuto come clamide, ed il contrapposto rilassato identificano con sicurezza la scultura come raffigurazione di Ermes, così com'era più tipicamente mostrato dalle opere di Prassitele.
Attualmente si ritiene che questa statua sia una copia appartenente all'arte adrianea ripresa da un bronzo originario della scuola del maestro greco.

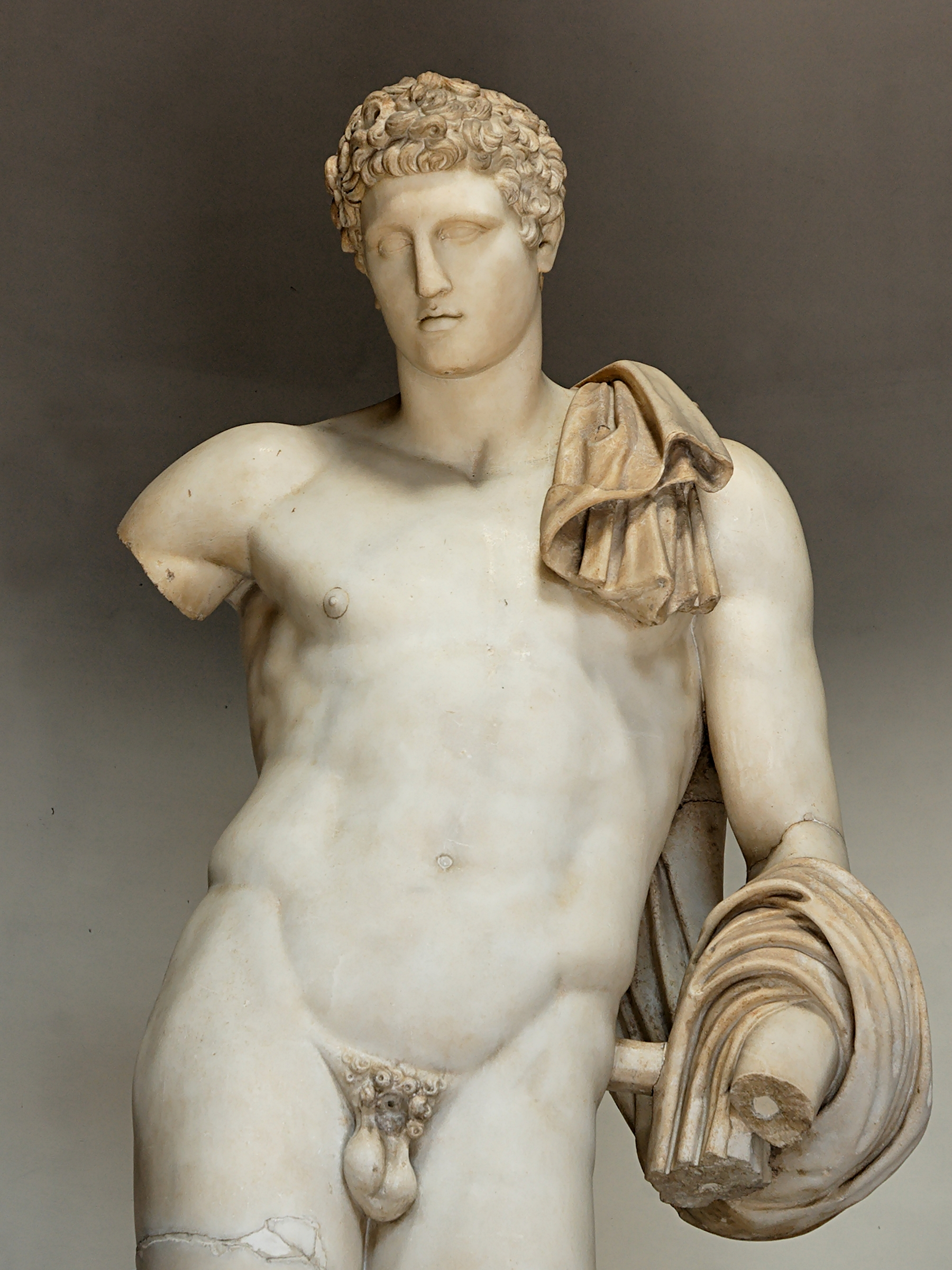
Il tronco visto più da vicino.

## Storia
La scultura è stata acquistata da papa Paolo III (appartenente alla ricca e potente famiglia Farnese) nel 1543, pagando mille ducati a "Nicolaus de Palis per una bellissima statua di marmo ... che Sua Santità ha inviato ad essere messa nel suo giardino Belvedere". Il luogo più probabile del suo rinvenimento è un giardino nei pressi di castel Sant'Angelo, ove il Palais aveva una proprietà.
La scultura divenne subito famosa in qualità di "Antinous Admirandus", menzionato in tutte le liste di scultura romana da andar sicuramente a vedere a Roma, inciso e rappresentato in tutti i repertori dell'arte classica, universalmente ammirato e successivamente copiato in bronzo e marmo a Fontainebleau nel XVI secolo e a Versailles nel XVII secolo.
Una copia in bronzo di Hubert Le Sueur figurava tra le collezioni di Carlo I d'Inghilterra, prima d'essere acquisita da Oliver Cromwell, mentre un'altra copia fusa dai fratelli Keller entrò a far parte della collezione di Luigi XIV di Francia. Una copia in marmo è stata anche acquistata da Pietro I di Russia; numerosi suoi calchi si possono infine trovare in varie accademie d'arte, come l'accademia di belle arti di Brera a Milano e all'Universität der Künste Berlin.
Il pittore francese Poussin ha veduto in essa un canone estetico da riferirvisi come regola di proporzione ideale e nel 1683 Gérard Audran l'ha inclusa nella sua collezione d'incisioni, destinata ai giovani scultori, che volevano rappresentare le proporzioni della forma del corpo umano maschile così com'erano raffigurate attraverso le più belle statue dell'antichità.

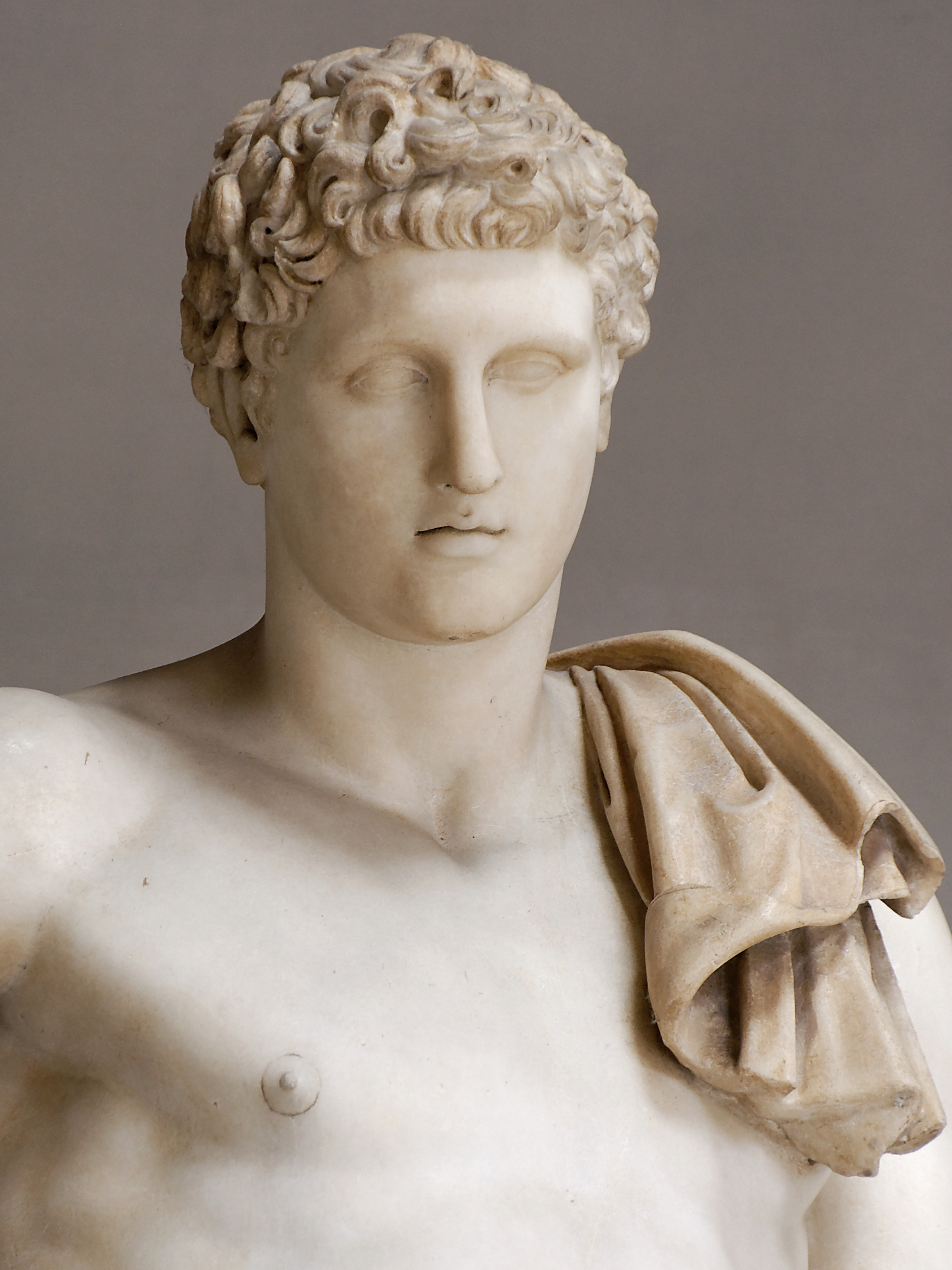
Particolare del busto.

Il critico d'arte tedesco Johann Joachim Winckelmann la riconobbe come esser una statua di prima grandezza, ammirandone soprattutto la testa d'altissima classe e fattura: "senza dubbio uno dei più bei capi di giovane di tutta l'Antichità", pur criticandone in parte il lavoro svolto sui piedi, la pancia e le gambe. Ai tempi di Winckelmann l'identificazione della scultura come un "tipo Antinoo" era già stata smentita, veniva invece interpretata come un Meleagro, l'eroe della caccia al cinghiale calidonio.
Identificata finalmente come Ermes per la prima volta dallo studioso Ennio Quirino Visconti nel suo catalogo del Museo Pio-Clementino (1818-1822).

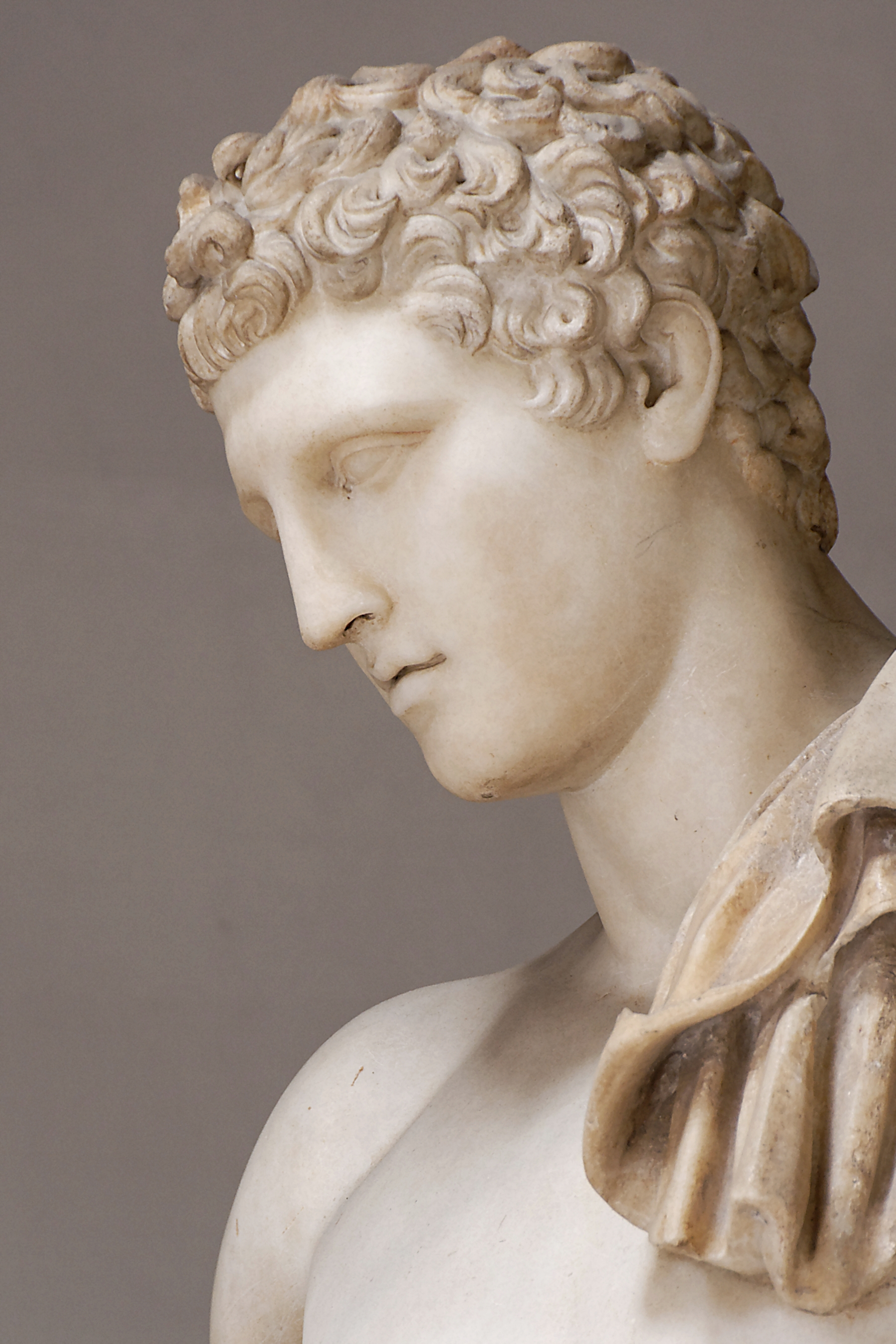
Profilo del volto.

## Descrizione
La statua, alta 1,95 metri e realizzata in marmo bianco a grana grossa, rappresenta un giovane uomo nudo a grandezza naturale con una clamide appoggiata sulla spalla e sull'avambraccio sinistro. Si tratta di una variante del tipo di Andros, che ha la clamide ed un serpente attorcigliato attorno all'albero di supporto e permettendone in tal modo l'identificazione come psicopompo; è inoltre direttamente influenzato anche dall'Hermes con Dioniso.